# اچ‌ام‌اس فورد (پی۳۹۹)
اچ‌ام‌اس فورد (پی۳۹۹) (به انگلیسی: HMS Taurus (P399)) یک زیردریایی بود که طول آن ۲۷۶ فوت ۶ اینچ (۸۴٫۲۸ متر) بود. این زیردریایی در سال ۱۹۴۲ ساخته شد.